# Reinickendorf (stadsdel)
Reinickendorf är en stadsdel i stadsdelsområdet med samma namn i Berlin i Tyskland. Reinickendorf har 77 906 invånare (2013). Den gamla medeltida bykärnan, idag kallad Alt-Reinickendorf, har givit namn åt denna stadsdel, formellt kallad Ortsteil Berlin-Reinickendorf på tyska, och därigenom även åt hela stadsdelsområdet, Bezirk Reinickendorf.
Stadsdelen är bland annat känd för det arkitekturhistoriskt viktiga modernistiska bostadsområdet Weisse Stadt, som utgör en del av  UNESCO-världsarvet Berlins modernistiska bostadsområden.
Stora delar av Reinickendorf ligger öster om Berlins största flygplats, Berlin-Tegels flygplats, omedelbart under inflygningen till flygplatsen. Detta har på grund av bullerlagstiftning lett till en kraftig minskning i nybyggnation av bostäder i området sedan 1970-talet, då flygplatsen togs i drift. Den planerade stängningen av flygplatsen väntas därför öppna upp för nybyggnation i området.

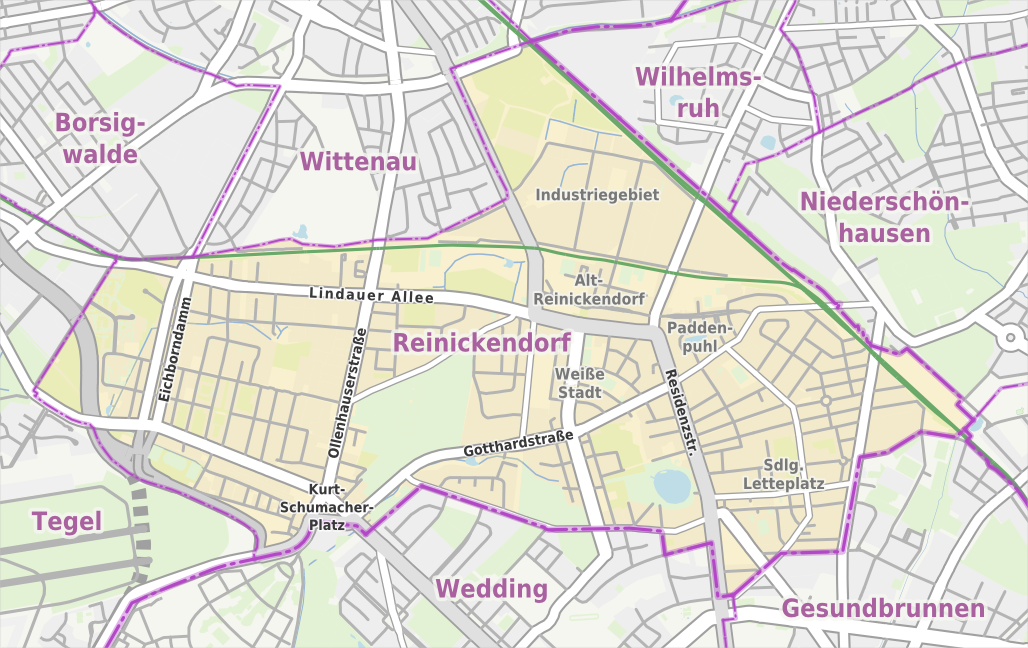
Karta över stadsdelen Reinickendorf